# 군사 기지

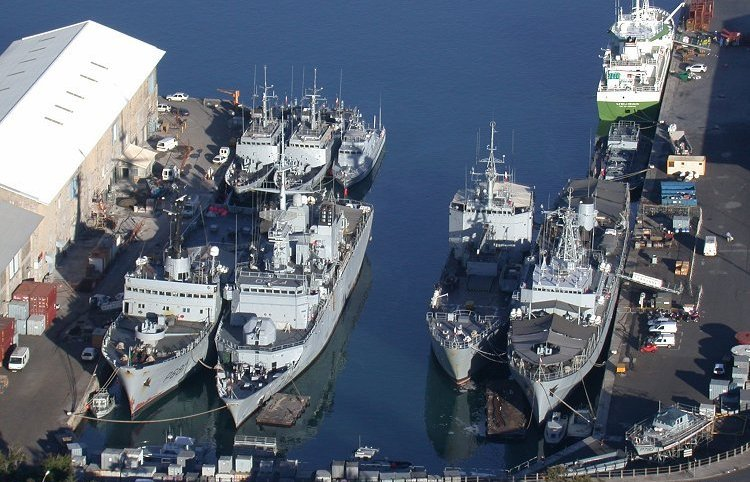

군사 기지(軍事 基地)는 군사 시설의 일종으로, 군 부대가 작전 전개 및 병참의 전진 기지와 활동 거점으로 이용하는 시설을 말하며 군부대라고도 한다. 그 목적에 맞는 다양한 장비, 무기, 탄약, 식량 등 군수 물자의 비축과 사령부, 통신 안테나, 기상 레이더, 보급 창고, 탄약창, 병영, 공장 등의 건축물이 있다. 군사 기지는 군사 보안상 군사 지도가 아닌 일반 지도에 표시할 수 없으며 민간인의 무단 출입 또는 사진, 동영상, 드론 등의 촬영은 금지된다.

## 명칭
일반적으로 사용되는 이름은 군사 기지에서 발생하는 군사 활동의 유형을 가리킨다.
- 탄약창
- 병기창
- 막사
- 화력 지원 기지
- 방어시설
- 주둔지
- 군용비행장
- 군영
- 해군기지
- 전초기지
- 조선소